# Malajisk stinkgrävling
Malajisk stinkgrävling (Mydaus javanensis) är ett rovdjur i familjen skunkar som förekommer på Stora Sundaöarna.

## Utseende
Med en kroppslängd (huvud och bål) av 37 till 52 cm, en svanslängd av 3,4 till 3,7 cm och en vikt mellan 1,2 och 3,6 kg är arten lite större än sina nära släkting filippinsk stinkgrävling. Pälsfärgen är huvudsakligen svart med undantag av en längsgående vit strimma på ryggens mitt. Även vid svansen, huvudet och extremiteterna är hårfärgen något ljusare. Den långdragna nosen påminner i viss mån om grisens tryne.

## Utbredning och habitat
Artens utbredningsområde sträcker sig över Java, Sumatra, Borneo, Natunaöarna och några mindre öar i samma region. Denna stinkgrävling vistas främst i låglandet och i kulliga områden, sällan hittas den på upp till 2 000 meter höga bergstrakter.

## Ekologi
Denna stinkgrävling är främst nattaktiv. På dagen vilar den i sitt gryt som består av en upp till 1,8 meter lång tunnel med en kammare vid slutet. Tunneln ligger upp till 60 cm under markytan och rummet fodras med torra växtdelar. Vanligen grävs grytet själv men ibland övertas en jordhåla från ett jordpiggsvin. Malajiska stinkgrävlingar som delade boet med ett piggsvin har likaså observerats. Liksom andra stinkgrävlingar avsöndrar arten ett illaluktande sekret från sina analkörtlar. Grytet luktar därför påfallande. Vissa jordhålor som av besökare utpekas som stinkgrävlingsbon får sin lukt istället av ormbunken Didymochlaena truncatula som kallas "Paku Sigung" av lokalbefolkningen.
Arten äter huvudsakligen ryggradslösa djur som daggmaskar och insekter samt några växtdelar. Ibland ingår ett fågelägg eller delar av ett kadaver i födan. Stinkgrävlingen letar liksom ett svin med nosen i markens översta skikt och den gräver även med klorna.
Den illa luktande vätskan används även i försvarssyfte. Liksom skunkar kan Malajisk stinkgrävling spruta sekretet mot angriparen, men bara 15 cm. Artens naturliga fiender är därför fåtaliga. Stinkgrävlingen faller ibland offer för tigern, för större viverrider och för javahökörn.
Fortplantningssättet är nästan okänt. Honor föder två eller tre ungar per kull.

## Malajisk stinkgrävling och människor
På Java produceras parfym med hjälp av artens körtelvätska. Ibland dödas djuret av lokalbefolkningen för köttets skull. Före tillagningen avlägsnas artens analkörtlar. Stinkgrävlingens hud används i den traditionella medicinen mot reumatism.